# Візантійсько-болгарський договір 815 року
Договір 815 року (болг. Договор от 815) — 30-річна мирна угода, підписана в Константинополі між болгарським князем Омуртагом і візантійським імператором Левом V Вірменином.

## Передумови

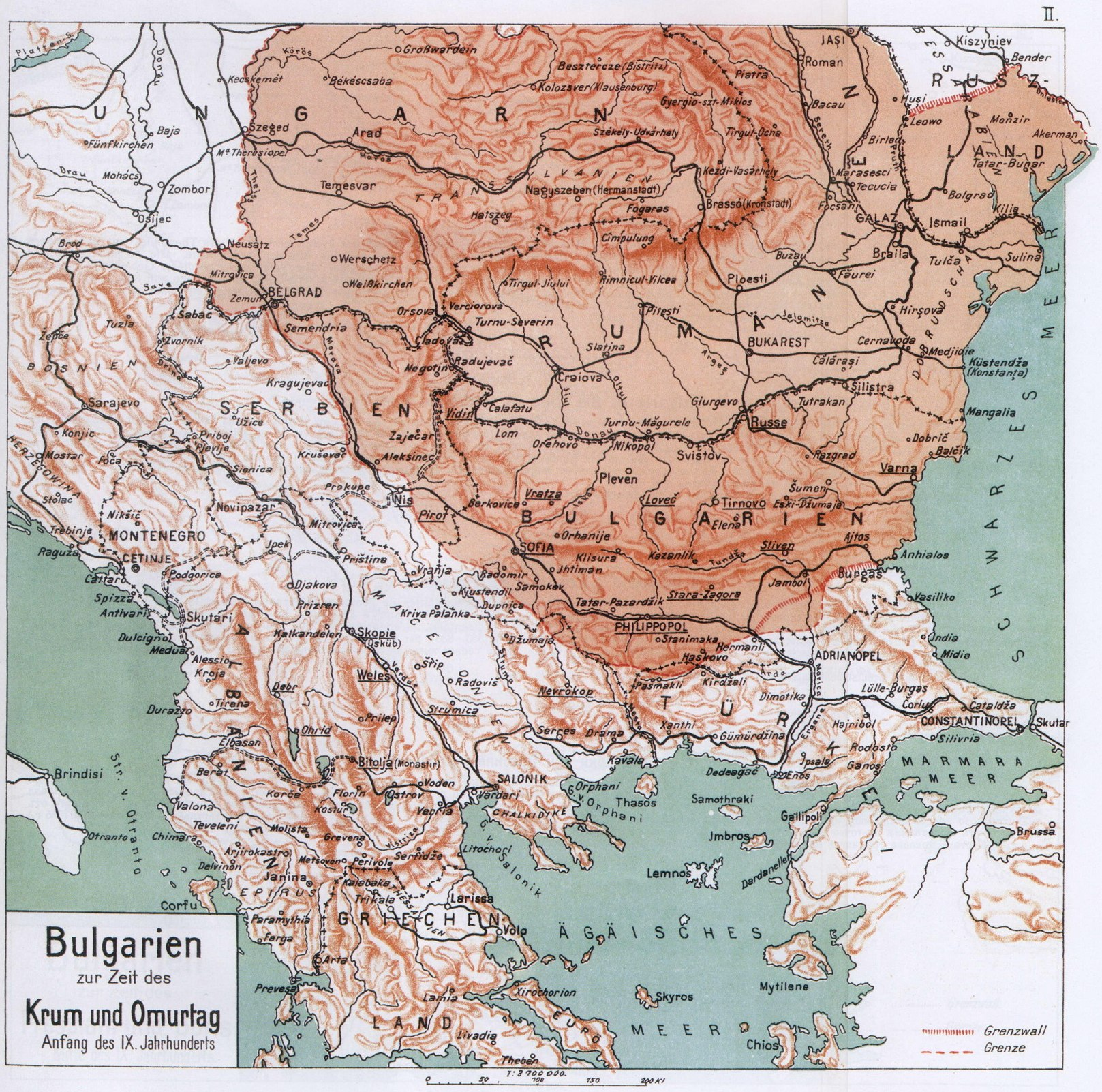
Територія Першого Болгарського царства на початку ІХ ст.

З успадкуванням князя Крума на болгарському престолі в 803 році почалася остання і вирішальна частина тривалої послідовності візантійсько-болгарських конфліктів, які почалися в 756 році. За трохи більше десяти років до своєї смерті в 814 році Крум досяг значних успіхів у Візантія, захопивши в 809 році важливе місто Сердіку та завдавши рішучої поразки ромейським військам біля перевалу Варбіца та Версінікії. Його син і наступник Омуртаг намагався продовжити агресивну політику Крума, але його похід у 814 р. був зупинений ромеями. Оскільки обидві країни були виснажені тривалими військовими зусиллями, почалися мирні переговори.

## Підписання договору

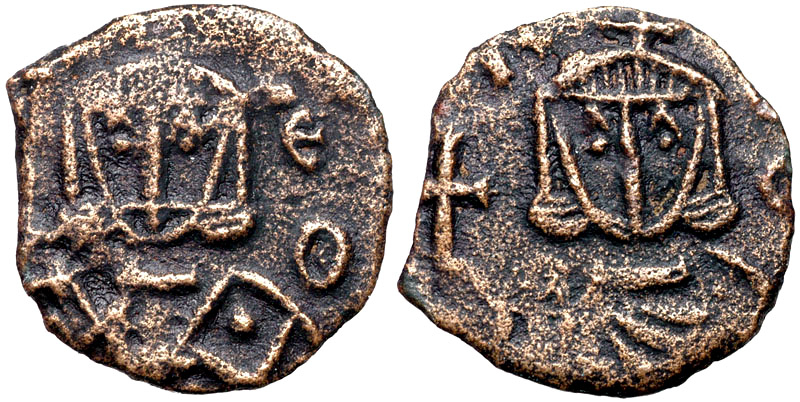
Лев V Вірменин.

На початку 815 р. Омуртаг послав до Константинополя емісарів для переговорів про мир. Церемонія підписання була урочистою подією і проходила в присутності великої кількості людей. Угода передбачала, що візантійський імператор повинен присягнути за поганським болгарськими звичаями, а посланці Омуртага — за християнськими законами. Візантійські історики були обурені діями імператора. У них зафіксовано, що «найхристиянськіший» правитель мав вилити воду з чаші на землю, власноруч повернути сідла коня, торкнутися потрійної вуздечки та високо підняти траву над землею. Інший історик додав, що Леву V довелося навіть різати собак як свідків своєї обітниці.

## Умови

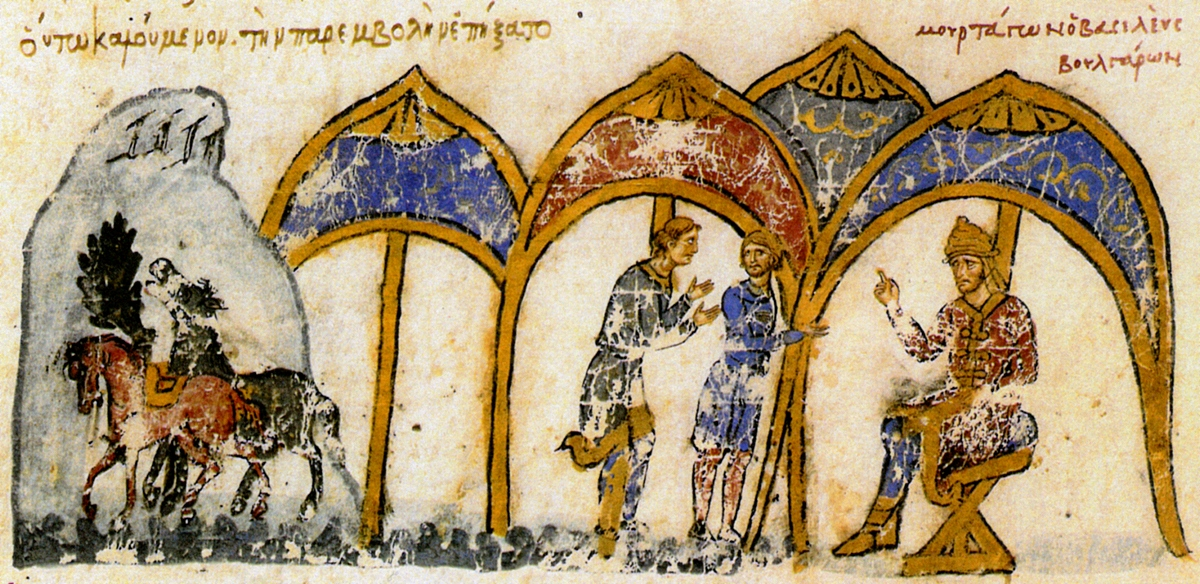
Болгарський правитель Омуртаг посилає делегацію до візантійського імператора.

Візантійські записи про умови договору не збереглися, але перші дві з чотирьох статей договору збереглися в грецькомовному написі Сюлейманкьой:
- 1-а стаття, яка визначає кордон між Болгарією та імперією. Він починався в Дебельті біля узбережжя Чорного моря і проходив по старому рову Еркесія до верхів'я річки Чобан Азмак, притоки Тунджи. Звідти він досягав річки Маріца на північ від Харманлі, біля стародавнього міста Констанція, і продовжувався на захід до сучасного села Узунджово.[7] Після цього кордон продовжувався до невідомої гори, швидше за все, одного з хребтів східних Родоп. Відповідно до напису Сулейманкьой, кордон був ратифікований до цієї гори. Пояснення істориків полягає в тому, що регіон Філіппополь (Пловдив) мав бути переданий Болгарії через кілька років, поки ромейські гарнізони поступово відійшли з цього району; до цього часу кордон проходив по старому кордону до Середньої Гори.[8] Болгари зберегли деякі фортеці навколо Адріанополя як гарантію передачі Філіппополя, які були повернуті імперії після того, як князь Маламир (831—836) заволодів містом.[9] Цією статтею було офіційно визнано розширення болгарських кордонів на південь[5], хоча болгари мали повернути деякі з окупованих міст, зокрема Адріанополь.

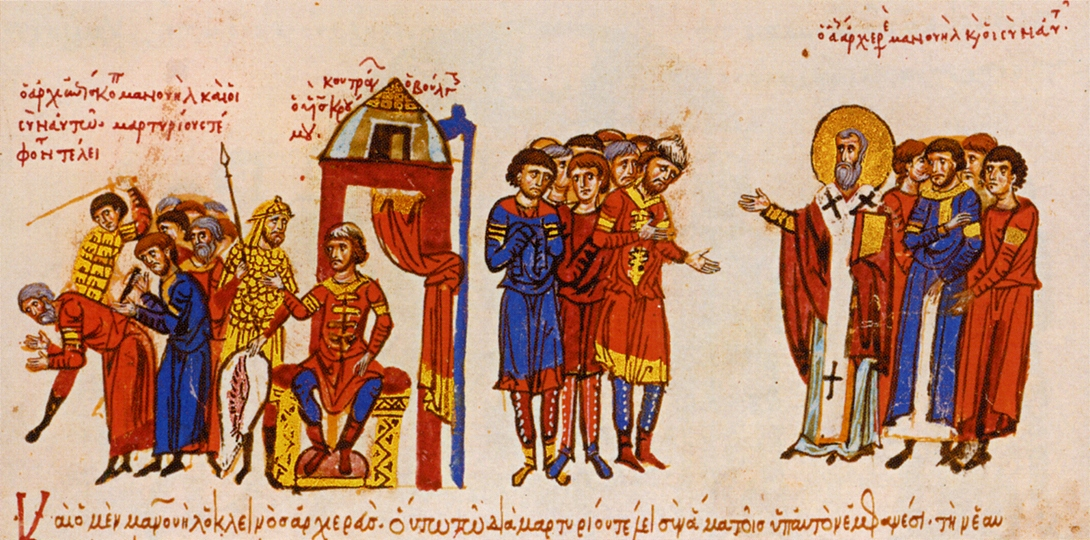
Князь Омуртаг.

- 2-я стаття, яка стосується обміну військовополоненими між двома країнами. Болгари погодилися звільнити ромеїв, захоплених під час катастрофічної кампанії імператора Никифора I у 811 році, а також населення, захоплене під час наступних набігів Крума. Візантійці були змушені звільнити слов'ян, яких полонив Лев V, а також тих, хто населяв прикордонні райони імперії навколо Странджи та Родоп, хоча деякі з них ніколи не були підданими болгарським правителям. Потім стаття продовжилася з подробицями процесу обміну. Примітно, що візантійці мали не тільки погодитися на обмін людини на людину, але й видавати дві голови худоби за кожного звільненого імперського солдата, за умови, що їхні солдати повернуться додому. Таким чином болгари забезпечили скорочення прикордонних гарнізонів імперії.[10]

## Наслідки
Хоча договір був на користь Болгарії, це був бажаний перепочинок для Візантії, якій довелося перегрупувати свої сили після послідовних поразок і яка зіткнулася з черговим витком внутрішніх потрясінь через відродження іконоборства. Болгарія, з іншого боку, також зіткнулася з релігійними проблемами, оскільки зростання числа християн непокоїло Омуртага: хан почав антихристиянські переслідування, жертвою яких став і його старший син Енравота. Болгарам також довелося відновлювати свою економіку після кривавих конфліктів першого десятиліття століття, тоді як їх столиця Пліска все ще лежала в руїнах.
Мирний договір був підтверджений у 820 році, коли імператор Михаїл II захопив престол імперії. Омуртаг і Михаїл II додатково домовилися надавати допомогу один одному в разі небезпеки. Вірний своєму слову, у 823 році Омуртаг зняв облогу Константинополя повсталим Фомою Слов'янином і розбив його військо.